# Памятник 22 красноармейцам
Памятник 22 красноармейцам (пол. Pomnik nagrobny żołnierzy bolszewickich) — памятник, находящийся недалеко от реки Чарна Струга возле населённого пункта Оссув, гмина Воломин, Мазовецкое воеводство, Польша. Памятник посвящён 22 безымянным красноармейцам, погибшим при сражении при Оссуве во время Советско-польской войны 1920 года. Открытие памятника в ноябре 2010 года вызвало обширную дискуссию в польском обществе о допустимости сохранения на территории Польши так называемых «большевистских» памятников. Памятник дважды подвергался актам вандализма.

## Описание
Современный памятник расположен на кургане, который называется среди местных жителей «Польской горкой». Памятник представляет собой травянистый прямоугольник размером 6 x 12 метров, в середине которого располагается изготовленный из нержавеющей стали православный крест высотой 3 метра. Крест сзади поддерживает поставленная под углом каменная плита. В передней части мемориала находится гранитная табличка с надписями на польском и русском языках (русский вариант надписи первоначальной таблички содержал грамматическую ошибку и опечатку; в настоящее время перед памятником представлен второй вариант мемориальной таблички, на которой на польском и в русском языках указано, что бой, в котором погибли красноармейцы, был не за Оссув, а под Оссувом, кроме того было добавлено уточнение о том, что части Красной Армии маршировали на Варшаву):

«Tu spoczywa 22 żołnierzy 235 i 236 Pułku Strzelców 79 Brygady Armii Czerwonej, którzy idąc na Warszawę polegli w boju pod Ossowem w dniach 14 i 15 sierpnia 1920 r.»

«Здесь похоронено 22 солдата 235 и 236 стрелковых полков 79 бригады Красной Армии, которые маршируя на Варшаву пали в бою под Оссувом 14 и 15 августа 1920 года.»

В первом варианте проекта польского скульптора Марека Модерау на задней части памятника позади креста располагались 22 равноудалённых штыкообразных столбика, поставленных под углом в сторону креста и находящихся на равном расстоянии друг от друга. По замыслу автора эти столбики символизировали 22 погибших красноармейца. После протестов польской общественности и актов вандализма эти столбики в конце октября 2010 года были заменены на прямостоящие столбики для лампадок. Также была изменена надпись — из польского варианта была убрана фраза «którzy idąc na Warszawę» («которые идя на Варшаву»).

## История
До 2007 года курган находился в заброшенном состоянии и был малоизвестен даже для местных жителей. В 2000 году археологами было высказано два предположения. Согласно одной из версий курган являлся монголо-татарским захоронением, другая версия предполагала, что здесь были захоронены павшие бойцы Красной Армии во время боя за Оссув. В апреле 2007 года начались археологические раскопки в рамках создания культурно-исторического комплекса «Оссув — ворота в битве за Варшаву 1920 года». В сентябре 2007 года подтвердилась теория о том, что в кургане захоронены человеческие останки. В мае 2008 года раскопки проводили археологи Национального института наследия. Проводились исследования георадаром, который показал, что курган неоднократно подвергался нелегальным раскопкам. В период с 8 по 12 сентября было обнаружено два места массового захоронения с 22 человеческими останками, фрагменты английского обмундирования, значок Красной Звезды и православный крестик . Обнаруженные человеческие останки были собраны и захоронены в могиле на кургане. Могила была внесена в реестр воинских захоронений Мазовецкого воеводства.
В 2008 году идею создания памятника поддержал спикер польского Сейма Бронислав Коморовский, который пригласил российского посла Владимира Гринина на будущую церемонию открытия памятника, которая планировалась на 15 августа 2010 года.
В июне 2010 года начались работы по возведению памятника, которые проводил Совет охраны памяти борьбы и мученичества под руководством польского историка Анджея Кунерта. Проект разработал польский скульптор Марек Модерау.
15 июля 2010 года Анджей Куперт объявил, что администрация польского президента рассматривает возможность приглашения на церемонию открытия памятника нового президента Бронислава Коморовского и российского посла Александра Алексеева. Открытие памятника планировалось 15 августа 2010 года, в День Войска Польского.
13 августа 2010 года российская программа «Время новостей» сообщила о грядущем открытии памятника как знака примирения польского и русского народов. В передаче говорилось, что в Польше после советско-польской войны в плену находилось около 130 тысяч красноармейцев, половина из которых погибла в лагерях для военнопленных. Эта цифра вызвал в польских СМИ негативную реакцию, смысл которой сводился к утверждению, что российские власти установкой памятника в Оссуве пытаются создать свою «Катынь» в Польше и нивелировать катынское преступление. В этот же день памятник в польских СМИ стал называться «большевистским».
В планируемый день открытия возле памятника собрался митинг протестующих, с которыми в течение двух часов спорил Анджей Куперт, просивший их разойтись. Активные протесты вынудили Анджея Куперта объявить о переносе даты церемонии. В это же время автомобиль с российским послом развернулся в нескольких сот метрах от памятника в обратном направлении.
15 августа 2010 года памятник в первый раз подвергся акту вандализма: на мемориальной доске были нарисованы три красных звезды.
27 августа 2010 года краковская организация ветеранов обратилась с открытым письмом к Дональду Туску с просьбой убрать штыкообразные столбики, а крест передать на гору крестов в Грабарку. 31 августа 2010 года местный совет выразил возмущение тем, что памятник был установлен без согласования с местным населением.
17 сентября 2010 года памятник вторично подвергся акту вандализма. На мемориальной табличке была нанесена надпись красной краской «Катынь 2010».
Многочисленные протесты и акты вандализма вынудили убрать штыкообразные столбики и объявить о новой дате церемонии открытия в первых числах ноября. Реконструкция памятника закончилась в последние дни октября.
2 ноября 2010 года состоялось повторное открытие памятника, на котором не присутствовали официальные лица высшего ранга. Церемония носила скромный характер и прошла без инцидентов.